# Monti Chadaran'ja
I Monti Chadaran'ja (in russo хребет Хадаранья?) sono una catena montuosa che fa parte del sistema dei Monti Čerskij e si trova nel territorio della Sacha (Jacuzia), in Russia.
I monti Chadaran'ja si trovano nella parte settentrionale del sistema dei Čerskij. La catena si estende da nord-ovest a sud-est per 170 chilometri, dalla valle del fiume Ol'dë, che la delimita a nord descrivendo un ampio semicerchio, fino alla stretta valle dell'Ojosordoch (Ойосордох), affluente di destra del Selennjach, a sud. Tutto il lato orientale della catena si affaccia sulla depressione della Moma e del Selennjach. A sud-ovest la valle del fiume Nenneli (affluente dell'Ol'dë) la separa dai monti Kurundja. A sud confina con la catena Tas-Chajachtach. L'altezza massima dei monti Chadaran’ja arriva a 2 185 m.